# 吉年滝徳
吉年 滝徳（よしとし たきのり、1977年10月13日 - ）は、岡山県総社市出身の元プロ野球選手（投手）。

## 来歴・人物

### プロ入り前
小学校1年生の時に地元のスポーツ少年団で軟式野球を始めた。総社西中学から関西高校に進み、毎日150球の投げ込みでスタミナを強化して2年夏にはエースとなり、選手権大会に出場。1回戦の対八戸戦では13奪三振を記録したが、2回戦で佐賀商に敗れた。同年末にはAAAアジア選手権代表として遠征に参加し、制球力などが成長した。
3年春の選抜大会では大会屈指の左腕と評され、初戦の対清陵情報戦では毎回の13奪三振を記録して完投勝利。2回戦では報徳学園を5安打完投で破り、ベスト4に進出。しかし大会に入ってから投球フォームを変更したことで準々決勝の途中から左ひじと背中に張りを感じ、準決勝で久保尚志を擁する観音寺中央に敗れた。2季連続となった選手権大会では1回戦で天野勇剛を擁する仙台育英を破り、宮島工との2回戦では2安打完封勝利を挙げる。3回戦で山本省吾を擁する星稜に敗れた。
同年のドラフト会議にて広島東洋カープから2位指名を受け、契約金と年俸それぞれ7,000万円、500万円（いずれも推定）で入団。担当スカウトは佐伯和司で、同年ドラフト1位の長谷川昌幸と将来の左右のエース候補として期待されていた。入団会見では大野豊を目標に挙げている。

### 現役時代
在籍3年目の1998年まで、一軍登板はなかった。
在籍4年目の1999年5月22日、対横浜戦で敗戦処理として1回を投げ、無死満塁から押し出しを出すものの、その1点のみに抑えた。しかし、その後はサイドスローに転向や、またオーバースローに戻すなどフォームを試行錯誤を繰り返し、同年の4登板のみ（6月27日に代走で出場あり）で、翌2000年は1軍登板のないまま戦力外通告を受け、現役を引退した。

### 引退後
広島球団に残り、打撃投手を務めていたが、靭帯を痛め、スコアラーに転身した。2023年現在は1軍に帯同するチーム付きのポジションに就いている。

## 詳細情報

### 年度別投手成績
| 年 度     | 球 団     | 登 板 | 先 発 | 完 投 | 完 封 | 無 四 球 | 勝 利 | 敗 戦 | セ 丨 ブ | ホ 丨 ル ド | 勝 率 | 打 者 | 投 球 回 | 被 安 打 | 被 本 塁 打 | 与 四 球 | 敬 遠 | 与 死 球 | 奪 三 振 | 暴 投 | ボ 丨 ク | 失 点 | 自 責 点 | 防 御 率 | W H I P |
| --------- | --------- | ----- | ----- | ----- | ----- | -------- | ----- | ----- | -------- | ----------- | ----- | ----- | -------- | -------- | ----------- | -------- | ----- | -------- | -------- | ----- | -------- | ----- | -------- | -------- | ------- |
| 1999      | 広島      | 4     | 0     | 0     | 0     | 0        | 0     | 0     | 0        | --          | ----  | 18    | 2.1      | 7        | 0           | 5        | 0     | 0        | 3        | 0     | 0        | 6     | 6        | 23.14    | 5.14    |
| 通算：1年 | 通算：1年 | 4     | 0     | 0     | 0     | 0        | 0     | 0     | 0        | --          | ----  | 18    | 2.1      | 7        | 0           | 5        | 0     | 0        | 3        | 0     | 0        | 6     | 6        | 23.14    | 5.14    |

### 記録
- 初登板：1999年5月22日、対横浜ベイスターズ6回戦（横浜スタジアム）、8回裏に5番手で救援登板・完了、1回1失点
- 初奪三振：同上、8回裏に中根仁から空振り三振

### 背番号
- 26 （1996年 - 2000年）
- 102 （2002年 - 2004年） ※打撃投手